# Lekkoatletyka na Letnich Igrzyskach Olimpijskich 1992 – bieg na 200 m mężczyzn
Bieg na 200 metrów mężczyzn podczas XXV Letnich Igrzysk Olimpijskich w Barcelonie rozegrano 3 (eliminacje i ćwierćfinały). 5 (półfinały) i 6 sierpnia 1992 (finał) na Estadi Olímpic de Montjuïc. Zwycięzcą został reprezentant Stanów Zjednoczonych Michael Marsh, który w półfinale ustanowił rekord olimpijski z czasem 19,73 s.

## Rekordy

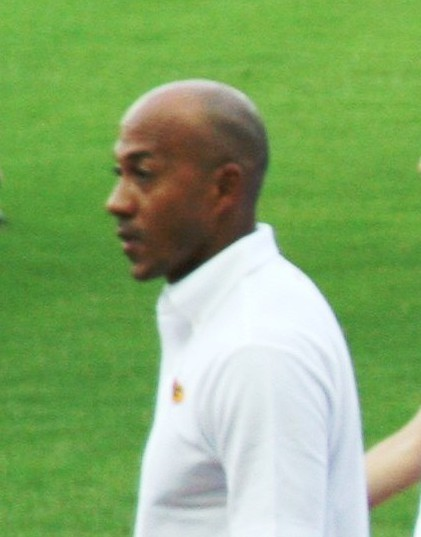
Frankie Fredericks

|                   | Zawodnik      | Narodowość        | Czas  | Data                  | Miejsce |
| ----------------- | ------------- | ----------------- | ----- | --------------------- | ------- |
| Rekord świata     | Pietro Mennea | Włochy            | 19,72 | 12 września 1979(dts) | Meksyk  |
| Rekord olimpijski | Joe DeLoach   | Stany Zjednoczone | 19,75 | 28 września 1988(dts) | Seul    |

## Wyniki
| Poz. - pozycja |
| – rekord świata \| – rekord krajowy \| – rekord życiowy \| = – wyrównany rekord życiowy \| · – najlepszy wynik w sezonie \| = – wyrównany najlepszy wynik w sezonie \| – rekord olimpijski |
| Fn – falstart \| DNF – nie ukończył \| DNS – nie wystartował \| DSQ – zdyskwalifikowany |

### Eliminacje
Rozegrano jedenaście biegów eliminacyjnych. Do ćwierćfinałów awansowało po trzech najlepszych zawodników z każdego biegu (Q) oraz siedmiu z najlepszymi czasami spośród pozostałych (q).

#### Bieg 1
Wiatr: 0,0 m/s
| Poz. | Zawodnik           | Narodowość                           | Rezultat | Uwagi |
| ---- | ------------------ | ------------------------------------ | -------- | ----- |
| 1    | Frankie Fredericks | Namibia                              | 20,74    | Q     |
| 2    | Andreas Berger     | Austria                              | 21,02    | Q     |
| 3    | Edgardo Guilbe     | Portoryko                            | 21,75    | Q     |
| 4    | Wyndell Dickinson  | Wyspy Dziewicze Stanów Zjednoczonych | 21,78    |       |
| 5    | Bothloko Shebe     | Lesotho                              | 21,96    |       |
| 6    | Apisai Driu Baibai | Fidżi                                | 22,07    |       |
| 7    | Médard Makanga     | Kongo                                | 22,18    |       |

#### Bieg 2
Wiatr: –0,1 m/s
| Poz. | Zawodnik              | Narodowość        | Rezultat | Uwagi |
| ---- | --------------------- | ----------------- | -------- | ----- |
| 1    | Michael Johnson       | Stany Zjednoczone | 20,80    | Q     |
| 2    | Patrick Stevens       | Belgia            | 20,93    | Q     |
| 3    | Sérgio Menezes        | Brazylia          | 21,17    | Q     |
| 4    | Francis Ogola         | Uganda            | 21,29    | q     |
| 5    | Miguel Ángel Gómez    | Hiszpania         | 21,46    | q     |
| 6    | Samuel Nchinda-Kaya   | Kamerun           | 21,50    |       |
| 7    | Sriyantha Dissanayake | Sri Lanka         | 21,61    |       |

#### Bieg 3
Wiatr: +0,6 m/s
| Poz. | Zawodnik          | Narodowość                       | Rezultat | Uwagi |
| ---- | ----------------- | -------------------------------- | -------- | ----- |
| 1    | Oluyemi Kayode    | Nigeria                          | 20,42    | Q     |
| 2    | Atlee Mahorn      | Kanada                           | 21,01    | Q     |
| 3    | Boevi Lawson      | Togo                             | 21,05    | Q     |
| 4    | Ouattara Lagazane | Wybrzeże Kości Słoniowej         | 21,13    | q     |
| 5    | Simeon Kipkemboi  | Kenia                            | 21,57    |       |
| 6    | Dejan Jovković    | Niezależni uczestnicy olimpijscy | 21,77    |       |
| 7    | Amadou Sy Savané  | Gwinea                           | 21,86    |       |
| 8    | Jaime Zelaya      | Honduras                         | 22,05    |       |

#### Bieg 4
Wiatr: +0,2 m/s
| Poz. | Zawodnik          | Narodowość                | Rezultat | Uwagi |
| ---- | ----------------- | ------------------------- | -------- | ----- |
| 1    | Michael Bates     | Stany Zjednoczone         | 20,91    | Q     |
| 2    | Gilles Quénéhervé | Francja                   | 20,99    | Q     |
| 3    | Kennedy Ondiek    | Kenia                     | 21,04    | Q     |
| 4    | Seaksarn Boonrat  | Tajlandia                 | 21,39    | q     |
| 5    | Eswort Coombs     | Saint Vincent i Grenadyny | 22,07    |       |
| 6    | Bounhom Siliphone | Laos                      | 23,64    |       |
| –    | Afonso Ferraz     | Angola                    | DNS      |       |

#### Bieg 5
Wiatr: –1,2 m/s
| Poz. | Zawodnik                  | Narodowość        | Rezultat | Uwagi |
| ---- | ------------------------- | ----------------- | -------- | ----- |
| 1    | Daniel Cojocaru           | Rumunia           | 21,20    | Q     |
| 2    | Linford Christie          | Wielka Brytania   | 21,23    | Q     |
| 3    | Stefan Burkart            | Szwajcaria        | 21,33    | Q     |
| 4    | Abel Nzimande             | Południowa Afryka | 21,43    | q     |
| 5    | Mateaki Mafi              | Tonga             | 22,05    |       |
| 6    | Lamin Marikong            | Gambia            | 22,33    |       |
| 7    | Randolph Foster           | Kostaryka         | 22,47    |       |
| 8    | Abdullah Salem Al-Khalidi | Oman              | 22,48    |       |

#### Bieg 6
Wiatr: 0,0 m/s
| Poz. | Zawodnik              | Narodowość        | Rezultat | Uwagi |
| ---- | --------------------- | ----------------- | -------- | ----- |
| 1    | Marcus Adam           | Wielka Brytania   | 20,62    | Q     |
| 2    | Nikołaj Antonow       | Bułgaria          | 20,94    | Q     |
| 3    | Nelson Boateng        | Ghana             | 21,03    | Q     |
| 4    | Henrico Atkins        | Barbados          | 21,28    | q     |
| 5    | Ato Boldon            | Trynidad i Tobago | 21,65    |       |
| 6    | Shahanuddin Choudhury | Bangladesz        | 21,88    |       |
| 7    | Kaminiel Selot        | Papua-Nowa Gwinea | 22,36    |       |
| 8    | Boureima Kimba        | Niger             | 22,49    |       |

#### Bieg 7
Wiatr: –0,1 m/s
| Poz. | Zawodnik         | Narodowość        | Rezultat | Uwagi |
| ---- | ---------------- | ----------------- | -------- | ----- |
| 1    | Olapade Adeniken | Nigeria           | 20,79    | Q     |
| 2    | Clive Wright     | Jamajka           | 20,98    | Q     |
| 3    | Edwin Iwanow     | WNP               | 21,10    | Q     |
| 4    | Janis Zisimidis  | Cypr              | 21,51    |       |
| 5    | Aldo Canti       | San Marino        | 21,69    |       |
| 6    | Gabriel Simeon   | Grenada           | 22,09    |       |
| 7    | Kenmore Hughes   | Antigua i Barbuda | 22,18    |       |

#### Bieg 8
Wiatr: –0,4 m/s
| Poz. | Zawodnik              | Narodowość       | Rezultat | Uwagi |
| ---- | --------------------- | ---------------- | -------- | ----- |
| 1    | Dean Capobianco       | Australia        | 20,86    | Q     |
| 2    | Torbjörn Eriksson     | Szwecja          | 21,08    | Q     |
| 3    | Ibrahima Tamba        | Senegal          | 21,25    | Q     |
| 4    | Saad Muftah Al-Kuwari | Katar            | 21,87    |       |
| 5    | Adam Hassan Sakak     | Sudan            | 21,96    |       |
| 6    | Robinson Stewart      | Suazi            | 21,97    |       |
| –    | Jean-Charles Trouabal | Francja          | DNF      |       |
| –    | Juan Vicente Matala   | Gwinea Równikowa | DSQ      |       |

#### Bieg 9
Wiatr: +0,5 m/s
| Poz. | Zawodnik             | Narodowość      | Rezultat | Uwagi |
| ---- | -------------------- | --------------- | -------- | ----- |
| 1    | John Regis           | Wielka Brytania | 20,63    | Q     |
| 2    | Sidney de Souza      | Brazylia        | 20,72    | Q     |
| 3    | Emmanuel Tuffour     | Ghana           | 21,07    | Q     |
| 4    | Horace Dove-Edwin    | Sierra Leone    | 21,38    | q     |
| 5    | Khalid Ibrahim Jouma | Bahrajn         | 21,55    |       |
| 6    | Harouna Pale         | Burkina Faso    | 21,65    |       |
| 7    | Boubout Dieng        | Mauretania      | 22,75    |       |

#### Bieg 10
Wiatr: +0,2 m/s
| Poz. | Zawodnik       | Narodowość        | Rezultat | Uwagi |
| ---- | -------------- | ----------------- | -------- | ----- |
| 1    | Michael Marsh  | Stany Zjednoczone | 20,38    | Q     |
| 2    | Neil de Silva  | Trynidad i Tobago | 20,89    | Q     |
| 3    | Peter Ogilvie  | Kanada            | 21,11    | Q     |
| 4    | Ousmane Diarra | Mali              | 21,73    |       |
| 5    | Hussain Arif   | Pakistan          | 21,75    |       |
| 6    | Pat Kwok Wai   | Hongkong          | 22,45    |       |
| 7    | Ahmed Shageef  | Malediwy          | 22,54    |       |

#### Bieg 11
Wiatr: +1,1 m/s
| Poz. | Zawodnik            | Narodowość                   | Rezultat | Uwagi |
| ---- | ------------------- | ---------------------------- | -------- | ----- |
| 1    | Robson da Silva     | Brazylia                     | 20,62    | Q     |
| 2    | Cameron Taylor      | Nowa Zelandia                | 20,91    | Q     |
| 3    | Christoph Pöstinger | Austria                      | 21,02    | Q     |
| 4    | Anthony Wilson      | Kanada                       | 21,21    | q     |
| 5    | Valentin Ngbogo     | Republika Środkowoafrykańska | 21,51    |       |
| 6    | Claude Roumain      | Haiti                        | 22,51    |       |
| –    | Fletcher Wamilee    | Vanuatu                      | DNS      |       |

### Ćwierćfinały
Rozegrano pięć biegów ćwierćfinałowych. Do półfinałów awansowało po trzech najlepszych zawodników z każdego biegu oraz jeden z najlepszym czasem spośród pozostałych.

#### Bieg 1
Wiatr: +0,2 m/s
| Poz. | Zawodnik            | Narodowość        | Rezultat | Uwagi |
| ---- | ------------------- | ----------------- | -------- | ----- |
| 1    | Marcus Adam         | Wielka Brytania   | 20,43    | Q     |
| 2    | Michael Johnson     | Stany Zjednoczone | 20,55    | Q     |
| 3    | Neil de Silva       | Trynidad i Tobago | 20,66    | Q     |
| 4    | Atlee Mahorn        | Kanada            | 20,78    |       |
| 5    | Christoph Pöstinger | Austria           | 20,83    |       |
| 6    | Sérgio Menezes      | Brazylia          | 21,00    |       |
| 7    | Horace Dove-Edwin   | Sierra Leone      | 21,80    |       |
| –    | Edgardo Guilbe      | Portoryko         | DNS      |       |

#### Bieg 2
Wiatr: +0,3 m/s
| Poz. | Zawodnik          | Narodowość               | Rezultat | Uwagi |
| ---- | ----------------- | ------------------------ | -------- | ----- |
| 1    | Robson da Silva   | Brazylia                 | 20,35    | Q     |
| 2    | Olapade Adeniken  | Nigeria                  | 20,47    | Q     |
| 3    | Clive Wright      | Jamajka                  | 20,70    | Q     |
| 4    | Edwin Iwanow      | WNP                      | 20,78    |       |
| 5    | Cameron Taylor    | Nowa Zelandia            | 20,83    |       |
| 6    | Nelson Boateng    | Ghana                    | 21,04    |       |
| 7    | Ouattara Lagazane | Wybrzeże Kości Słoniowej | 21,39    |       |
| 8    | Francis Ogola     | Uganda                   | 21,41    |       |

#### Bieg 3
Wiatr: +1,2 m/s
| Poz. | Zawodnik         | Narodowość        | Rezultat | Uwagi |
| ---- | ---------------- | ----------------- | -------- | ----- |
| 1    | Michael Bates    | Stany Zjednoczone | 20,22    | Q     |
| 2    | Oluyemi Kayode   | Nigeria           | 20,22    | Q     |
| 3    | Linford Christie | Wielka Brytania   | 20,52    | Q     |
| 4    | Dean Capobianco  | Australia         | 20,61    |       |
| 5    | Peter Ogilvie    | Kanada            | 20,77    |       |
| 6    | Andreas Berger   | Austria           | 21,02    |       |
| 7    | Seaksarn Boonrat | Tajlandia         | 21,30    |       |
| –    | Abel Nzimande    | Południowa Afryka | DNS      |       |

#### Bieg 4
Wiatr: +1,2 m/s
| Poz. | Zawodnik           | Narodowość        | Rezultat | Uwagi |
| ---- | ------------------ | ----------------- | -------- | ----- |
| 1    | Michael Marsh      | Stany Zjednoczone | 20,08    | Q     |
| 2    | Sidney de Souza    | Brazylia          | 20,69    | Q     |
| 3    | Torbjörn Eriksson  | Szwecja           | 20,81    | Q     |
| 4    | Kennedy Ondiek     | Kenia             | 20,86    |       |
| 5    | Gilles Quénéhervé  | Francja           | 20,96    |       |
| 6    | Daniel Cojocaru    | Rumunia           | 20,96    |       |
| 7    | Ibrahima Tamba     | Senegal           | 21,28    |       |
| 8    | Miguel Ángel Gómez | Hiszpania         | 21,32    |       |
| 9    | Stefan Burkart     | Szwajcaria        | 21,52    |       |

#### Bieg 5
Wiatr: 0,0 m/s
| Poz. | Zawodnik           | Narodowość      | Rezultat | Uwagi |
| ---- | ------------------ | --------------- | -------- | ----- |
| 1    | Frankie Fredericks | Namibia         | 20,02    | Q     |
| 2    | John Regis         | Wielka Brytania | 20,16    | Q     |
| 3    | Nikołaj Antonow    | Bułgaria        | 20,50    | Q     |
| 4    | Emmanuel Tuffour   | Ghana           | 20,58    | q     |
| 5    | Patrick Stevens    | Belgia          | 20,67    |       |
| 6    | Henrico Atkins     | Barbados        | 21,19    |       |
| 7    | Anthony Wilson     | Kanada          | 21,22    |       |
| 8    | Boevi Lawson       | Togo            | 21,47    |       |

### Półfinały
Rozegrano dwa biegi półfinałowe. Do finału awansowało po czterech najlepszych zawodników z każdego biegu.

#### Bieg 1
Wiatr: –0,2 m/s
| Poz. | Zawodnik          | Narodowość        | Rezultat | Uwagi |
| ---- | ----------------- | ----------------- | -------- | ----- |
| 1    | Michael Marsh     | Stany Zjednoczone | 19,73    | Q,    |
| 2    | John Regis        | Wielka Brytania   | 20,09    | Q, =  |
| 3    | Robson da Silva   | Brazylia          | 20,15    | Q     |
| 4    | Oluyemi Kayode    | Nigeria           | 20,23    | Q     |
| 5    | Linford Christie  | Wielka Brytania   | 20,38    |       |
| 6    | Nikołaj Antonow   | Bułgaria          | 20,55    |       |
| 7    | Clive Wright      | Jamajka           | 20,82    |       |
| 8    | Torbjörn Eriksson | Szwecja           | 20,85    |       |

#### Bieg 2
Wiatr: –1,2 m/s
| Poz. | Zawodnik           | Narodowość        | Rezultat | Uwagi |
| ---- | ------------------ | ----------------- | -------- | ----- |
| 1    | Frankie Fredericks | Namibia           | 20,14    | Q     |
| 2    | Michael Bates      | Stany Zjednoczone | 20,39    | Q     |
| 3    | Olapade Adeniken   | Nigeria           | 20,39    | Q     |
| 4    | Marcus Adam        | Wielka Brytania   | 20,63    | Q     |
| 5    | Emmanuel Tuffour   | Ghana             | 20,78    |       |
| 6    | Michael Johnson    | Stany Zjednoczone | 20,78    |       |
| 7    | Sidney de Souza    | Brazylia          | 20,88    |       |
| –    | Neil de Silva      | Trynidad i Tobago | DSQ      |       |

### Finał
Wiatr: –1,0 m/s
| Poz. | Zawodnik           | Narodowość        | Rezultat |
| ---- | ------------------ | ----------------- | -------- |
| 1    | Michael Marsh      | Stany Zjednoczone | 20,01    |
| 2    | Frankie Fredericks | Namibia           | 20,13    |
| 3    | Michael Bates      | Stany Zjednoczone | 20,38    |
| 4    | Robson da Silva    | Brazylia          | 20,45    |
| 5    | Olapade Adeniken   | Nigeria           | 20,50    |
| 6    | John Regis         | Wielka Brytania   | 20,55    |
| 7    | Oluyemi Kayode     | Nigeria           | 20,67    |
| 8    | Marcus Adam        | Wielka Brytania   | 20,80    |